# Magnus Julius De la Gardie
Magnus Julius De la Gardie (14 de abril de 1668 - 28 de abril de 1741), hijo de Axel Julius De la Gardie, fue un general y estadista sueco, miembro del Partido sueco de los Sombreros.
Magnus Julius De la Gardie nació en 1668 en Estocolmo. Empezó su carrera militar en el ejército francés, y luchó para los franceses en la guerra de Sucesión Española. Después de la batalla de Malplaquet en 1709, se convirtió en Coronel sueco en el Regimiento Real Dalarna, que lideró en la batalla de Gadebusch en 1712. Después de la exitosa batalla, fue nombrado Mayor General sueco, y en 1717 se convirtió en Teniente General.
Después de la muerte dramática del rey Carlos XII en 1718, Magnus Julius De la Gardie se convirtió en miembro del Consejo Privado de Suecia. El recién nombrado Consejero Privado encargó al arquitecto Joseph Gabriel Destain el diseño del Palacio de Tullgarn. En 1719 fue nombrado Presidente del Kommerskollegium, y en 1727 pasó a ser Mariscal.
Magnus Julius De la Gardie fue un amigo vocal del reino francés. Cuando fue convocado el Riksdag de los Estados en 1734, propuso lazos más estrechos entre Suecia y Francia. Inspirado por las costumbres francesas, organizó salones políticos, una novedad nunca antes vista en Suecia a principios del siglo XVIII. Se cree que el Partido de los Sombreros sueco fue fundado en una de estas recepciones.
Contrajo matrimonio con Hedvig Catharina Lilje y fue el padre de Eva Ekeblad y Hedvig Catharina De la Gardie. Murió en Estocolmo en 1741.